# 105-graphe de Thomassen
Le 105-graphe de Thomassen est, en théorie des graphes, un graphe possédant 105 sommets et 170 arêtes. Il est hypohamiltonien, c'est-à-dire qu'il n'a pas de cycle hamiltonien mais que la suppression de n'importe lequel de ses sommets suffit à le rendre hamiltonien. Il est également planaire : il est possible de le représenter sur un plan sans qu'aucune arête n'en croise une autre.

## Histoire
Les graphes hypohamiltoniens furent étudiés pour la première fois par Sousselier en 1963 dans Problèmes plaisants et délectables.
En 1967, Lindgren découvre une classe infinie de graphes hypohamiltoniens. Il cite alors Gaudin, Herz et Rossi puis Busacker et Saaty en tant qu'autres précurseurs sur le sujet.
Dès le départ, le plus petit graphe hypohamiltonien est connu : le graphe de Petersen. Cependant la recherche du plus petit graphe hypohamiltonien planaire reste ouverte. La question de l'existence d'un tel graphe est introduite par Václav Chvátal en 1973. La réponse est apportée en 1976 par Carsten Thomassen, qui exhibe un exemple à 105 sommets, le 105-graphe de Thomassen.
En 1979, Hatzel améliore ce résultat en introduisant un graphe hypohamiltonien planaire à 57 sommets : le graphe de Hatzel. Ce graphe est battu en 2007 par le 48-graphe de Zamfirescu. En 2009, le graphe de Zamfirescu est battu à son tour par le graphe de Wiener-Araya qui devient avec ses 42 sommets le plus petit graphe hypohamiltonien planaire connu.

## Propriétés

### Propriétés générales
Le diamètre du 105-graphe de Thomassen, l'excentricité maximale de ses sommets, est 9, son rayon, l'excentricité minimale de ses sommets, est 8 et sa maille, la longueur de son plus court cycle, est 5. Il s'agit d'un graphe 3-sommet-connexe et d'un graphe 3-arête-connexe, c'est-à-dire qu'il est connexe et que pour le rendre déconnecté il faut le priver au minimum de 3 sommets ou de 3 arêtes.

### Coloration
Le nombre chromatique du 105-graphe de Thomassen est 3. C'est-à-dire qu'il est possible de le colorer avec 3 couleurs de telle façon que deux sommets reliés par une arête soient toujours de couleurs différentes. Ce nombre est minimal.
L'indice chromatique du 105-graphe de Thomassen est 5. Il existe donc une 5-coloration des arêtes du graphe telles que deux arêtes incidentes à un même sommet soient toujours de couleurs différentes. Ce nombre est minimal.